# Roman Schlagenhauf
Roman Schlagenhauf (* 17. März 1989 in Zürich) ist ein ehemaliger Schweizer Eishockeyspieler. Sein Vater Andreas und sein Onkel Peter waren ebenfalls Eishockeyspieler.

## Karriere
Seine Karriere begann Roman Schlagenhauf im Nachwuchs der Kloten Flyers, wo bereits sein Onkel 17 Saisons als Profispieler verbracht hatte und mit dem Verein zweimal Meister geworden war. 2006 gewann Schlagenhauf seinen ersten Titel. Er wurde Schweizer Meister mit den Elite-Junioren der Klotener. Beim CHL Import Draft 2007 wählten ihn die Sudbury Wolves aus der Ontario Hockey League in der zweiten Runde an Gesamtposition aus, er blieb aber in Kloten. Sein Debüt für die erste Mannschaft gab er in der Saison 2007/08. Zudem kam er auf einige Einsätze für die Schweizer U20-Nationalmannschaft in der National League B. Zur Saison 2009/10 folgte der Wechsel zum HC Lugano, für den er die nächsten zwei Spielzeiten im Einsatz stand.
Zu Beginn der Saison 2010/11 stand Schlagenhauf zwar noch für die Luganesi auf dem Eis, wechselte aber nach elf Einsätzen zum EHC Biel. Bereits Ende Saison verliess er den Verein jedoch wieder und wechselte zum HC Ambrì-Piotta. In der Leventina blieb der Center bis 2015, ehe er für eine Spielzeit zu den Rapperswil-Jona Lakers wechselte. Nach dem Ausscheiden der Rapperswiler unterschrieb Schlagenhauf einen Vertrag bis 2018 beim HC Lugano. Nach nur vier Einsätzen verliess er den Verein aber bereits wieder.
Seit der Saison 2016/17 steht Schlagenhauf wieder bei seinem Jugendverein, dem EHC Kloten, unter Vertrag. 2017 gewann er mit dem Schweizer Cup seinen ersten Titel auf Profistufe. Nach dem Abstieg der Klotener im Frühjahr 2018 wechselte Schlagenhauf zum gleichzeitigen Aufsteiger Rapperswil-Jona Lakers, für die er bereits in der Saison 2015/16 im Einsatz gestanden war.
Ab Juli 2020 stand er bei den GCK Lions aus der Swiss League unter Vertrag. Nach der Saison 2022/23 beendete er seine aktive Karriere.

### International
Zu seinen ersten Einsätzen für die U18-Juniorenauswahl der Schweizer Nationalmannschaft kam Schlagenhauf 2006. An der U20-Weltmeisterschaft 2008 stieg er mit seiner Mannschaft ab, schaffte aber nur ein Jahr später den Wiederaufstieg. Zu einem Einsatz für die Senioren-Auswahl reichte es dem Zürcher allerdings noch nie.

## Erfolge und Auszeichnungen
- 2006 Schweizer Meister mit den Elite-A-Junioren der Kloten Flyers
- 2017 Schweizer Cupsieger mit dem EHC Kloten

### International
- 2004 Aufstieg in die Top-Division bei der U20-Junioren-Weltmeisterschaft der Division I

## Karrierestatistik

### International
Vertrat die Schweiz bei:
- U18-Junioren-Weltmeisterschaft 2007
- U20-Junioren-Weltmeisterschaft 2008
- U20-Junioren-Weltmeisterschaft der Division I 2009

(Legende zur Spielerstatistik: Sp oder GP = absolvierte Spiele; T oder G = erzielte Tore; V oder A = erzielte Assists; Pkt oder Pts = erzielte Scorerpunkte; SM oder PIM = erhaltene Strafminuten; +/− = Plus/Minus-Bilanz; PP = erzielte Überzahltore; SH = erzielte Unterzahltore; GW = erzielte Siegtore; 1 Play-downs/Relegation; Kursiv: Statistik nicht vollständig)